# Fonz (kommunhuvudort)
Fonz är en kommunhuvudort i Spanien.   Den ligger i provinsen Provincia de Huesca och regionen Aragonien, i den nordöstra delen av landet, 400 km nordost om huvudstaden Madrid. Fonz ligger 452 meter över havet och antalet invånare är 1 050.
Terrängen runt Fonz är platt åt sydväst, men åt nordost är den kuperad.Runt Fonz är det mycket glesbefolkat, med 5 invånare per kvadratkilometer. Närmaste större samhälle är Barbastro, 11,2 km väster om Fonz. Trakten runt Fonz består till största delen av jordbruksmark.